# インセスト アナイス・ニンの愛の日記
『インセスト アナイス・ニンの愛の日記』（英語: Incest: From a Journal of Love: The Unexpurgated Diary of Anaïs Nin (1932–1934)）は、1992年に出版された、アナイス・ニンのノンフィクション手記。アナイス・ニンとその父ホアキン・ニンの近親相姦の体験が記録されている。